# 迪卡爾布 (密西西比州)
迪卡爾布（英語：De Kalb）是一個位於美國密西西比州肯珀縣的城鎮。根據2010年美國人口普查，該地共人口1,164人，而該地的面積約為8.60平方千米。同時該地也是肯珀縣的縣治。

## 地理
迪卡爾布的座標為32°46′11″N 88°39′01″W / 32.76972°N 88.65028°W，而該地的平均海拔高度為142米（即466英尺）。